# U.S. Post Office Lake George

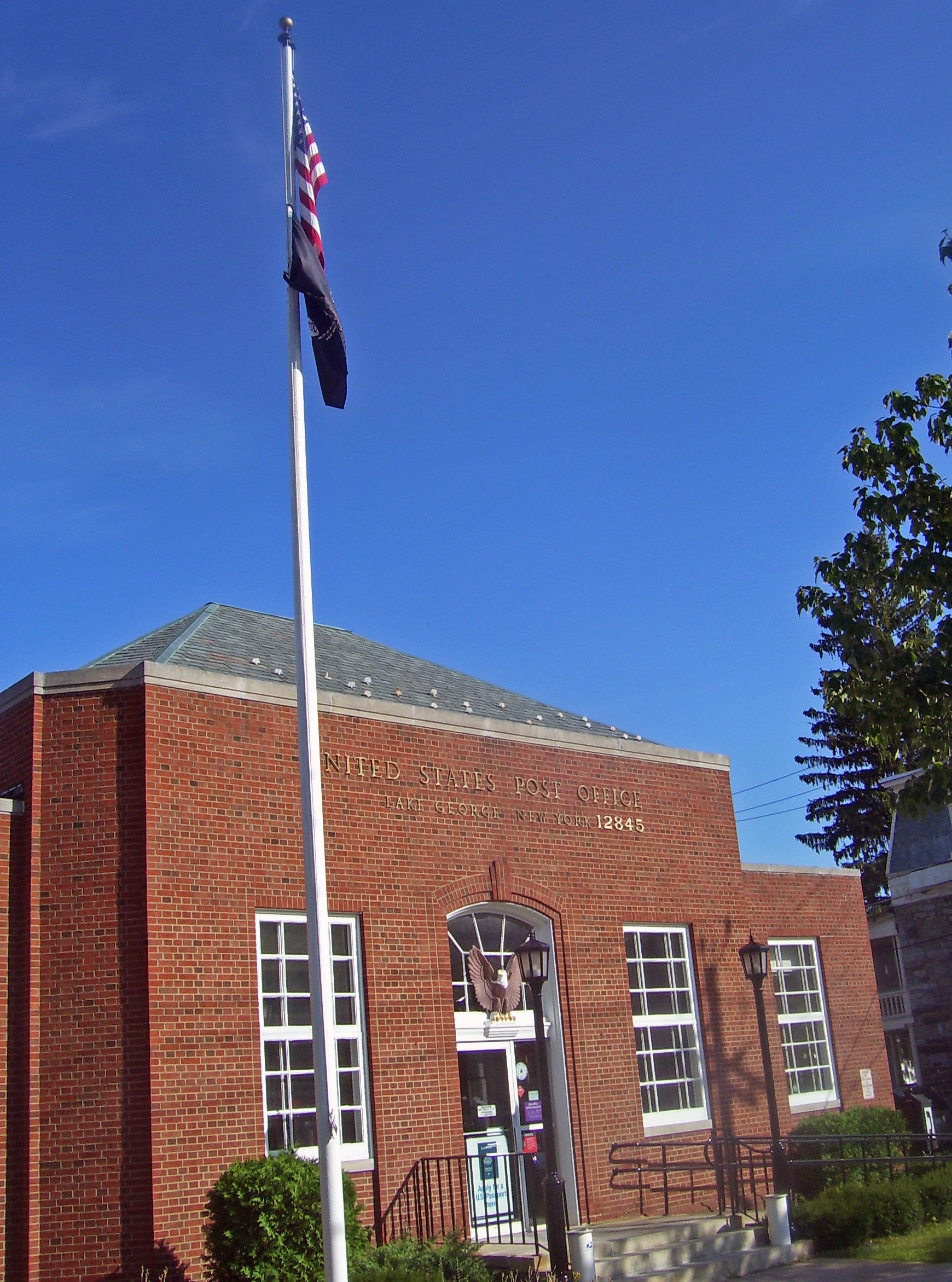
Westliche Ansicht des Gebäudes, 2008

Das U.S. Post Office in Lake George in New York ist die Filiale des United States Postal Service für das Village, die umgebende Town und die Teile von Queensbury, die zum ZIP Code 12845 gehören. Das Postamt befindet sich an der Ecke von Canada Street (US 9/NY 9N) und Kurosaka Lane (der früheren James Street). Es ist ein kleines Backsteingebäude, das kurz vor dem Zweiten Weltkrieg gebaut wurde.
Das Bauwerk wurde vom damaligen Chefarchitekten des United States Department of the Treasury, Louis A. Simon in einer zurückhaltenden Auslegung des Colonial Revival gestaltet, weist aber einige Anspielungen der Moderne auf. Ein Wandgemälde, das den Lake George zeigt, wurde später in die Schalterhalle integriert. Das Gebäude wurde 1989 in das National Register of Historic Places eingetragen und ist das einzige Postamt im Warren County, das auf diese Weise als Baudenkmal anerkannt ist.

## Gebäude
Das Postamt befindet sich am westlichen Ende einer schmalen Parzelle, die sanft zum Ufer des Sees hin abfällt, an der nordwestlichen Ecke der Kreuzung. Die Gebäude in der Nachbarschaft werden gewerblich genutzt. Östlich des Gebäudes ist ein Parkplatz, der über eine Zufahrt von der Kurosaka Lane aus verfügt. Das Bauwerk ist großzügig von der Straße zurückversetzt, eine Gartenanlage und Hecken befinden sich vor dem Gebäude.
Bei dem Bauwerk handelt es sich um einen einstöckigen Stahlskelettbau auf einem erhöhten Fundament aus gegossenem Beton, das mit im englischen Verband aus schwarzen Backsteinen verkleidet ist. Die Fassade an der Vorderseite umfasst fünf Joche und fällt durch einen herausragenden Pavillon mit drei Jochen auf, dessen an den Ecken gekröpftes Satteldach mit Schiefer gedeckt ist. Alle anderen Dachflächen des Bauwerks sind Flachdächer. An der Dachlinie verläuft eine Mauerkrone um das gesamte Gebäude herum. Auf der Rückseite befindet sich eine abgesetzte Laderampe.
Der zentrale Pavillon hat abgeschrägte Ecken. Der Eingang in der Mitte der Frontfassade wird durch einen Torbogen gebildet, dessen Einfassung, Sturz und Schlussstein aus Backstein Theen gemauert sind. Ein als Steinbildhauerarbeit gefertigter Adler sitzt oberhalb der Türe. Am oberen Rand der Fassade befindet sich die aus Bronzebuchstaben gefertigte Inschrift „UNITED STATES POST OFFICE“, in kleineren Buchstaben steht darunter „LAKE GEORGE NEW YORK 12845“. Drei Stufen aus Granit führen vom Gehweg hinauf zum Eingang; eine Rampe für Rollstuhlfahrer führt von Süden an der Fassade entlang dorthin. Sie wird von eisernen Geländern und freistehenden Laternen gesäumt.
Die Schalterhalle im Inneren ist L-förmig. Der Fußboden besteht aus Terrazzo, eine Lambris aus grünem, geaderten Marmor aus Vermont verläuft an den Wänden und reicht bis in die Höhe der Theken hinauf. Darüber befinden sich Holzverkleidungen mit Informationstafeln. Die Tische und Schalter sind ursprünglich. Judson Smiths Wandgemälde wurde auf Leinwand gemalt und hängt oberhalb der Eingangstüre zum Büro des Postmeisters.

## Geschichte
Lake George hatte seit 1825 ein Postamt, zwölf Jahre nachdem die Town zum County Seat des neugegründeten erkoren wurde, trug damals jedoch noch den Namen Caldwell, nach einem Großgrundbesitzer in der Gegend. Den größten Teil des 19. Jahrhunderts war das Postamt zur Miete in anderen Gebäuden untergebracht. In dieser Zeit wandelte sich das Village von einem Handelszentrum in den südöstlichen Adirondack Mountains und Rastplatz an der Haupthandelsroute nach Kanada zu einer belebten Sommerkolonie.
Im Jahr 1938 genehmigte der Kongress 75.000 US-Dollar (1.443.000 US-Dollar inflationsbereinigt) zum Bau des heutigen Postamtes. Diese Maßnahme war Teil der Maßnahmen zur Überwindung der Weltwirtschaftskrise. Ein Jahr später wurde das Grundstück angekauft und der Bau begonnen. Das neue Postamt wurde Anfang 1941 seiner Bestimmung übergeben.
Louis Simon, der damalige Chefarchitekt des United States Department of the Treasury entschied sich für den Colonial Revival als Baustil für das Gebäude. Dieser Baustil war zu jener Zeit Standard für Postämter in kleinen, ländlichen Orten. Nennenswerte Merkmale dieses Baustils sind bei dem Postamt von Lake George die Backsteinfassade, die Adlerornamente und die symmetrisch angeordneten Fenster. Der hervortretende zentral angeordnete Pavillon mit den flankierenden Jochen ist eine Anspielung auf die georgianische Architektur.

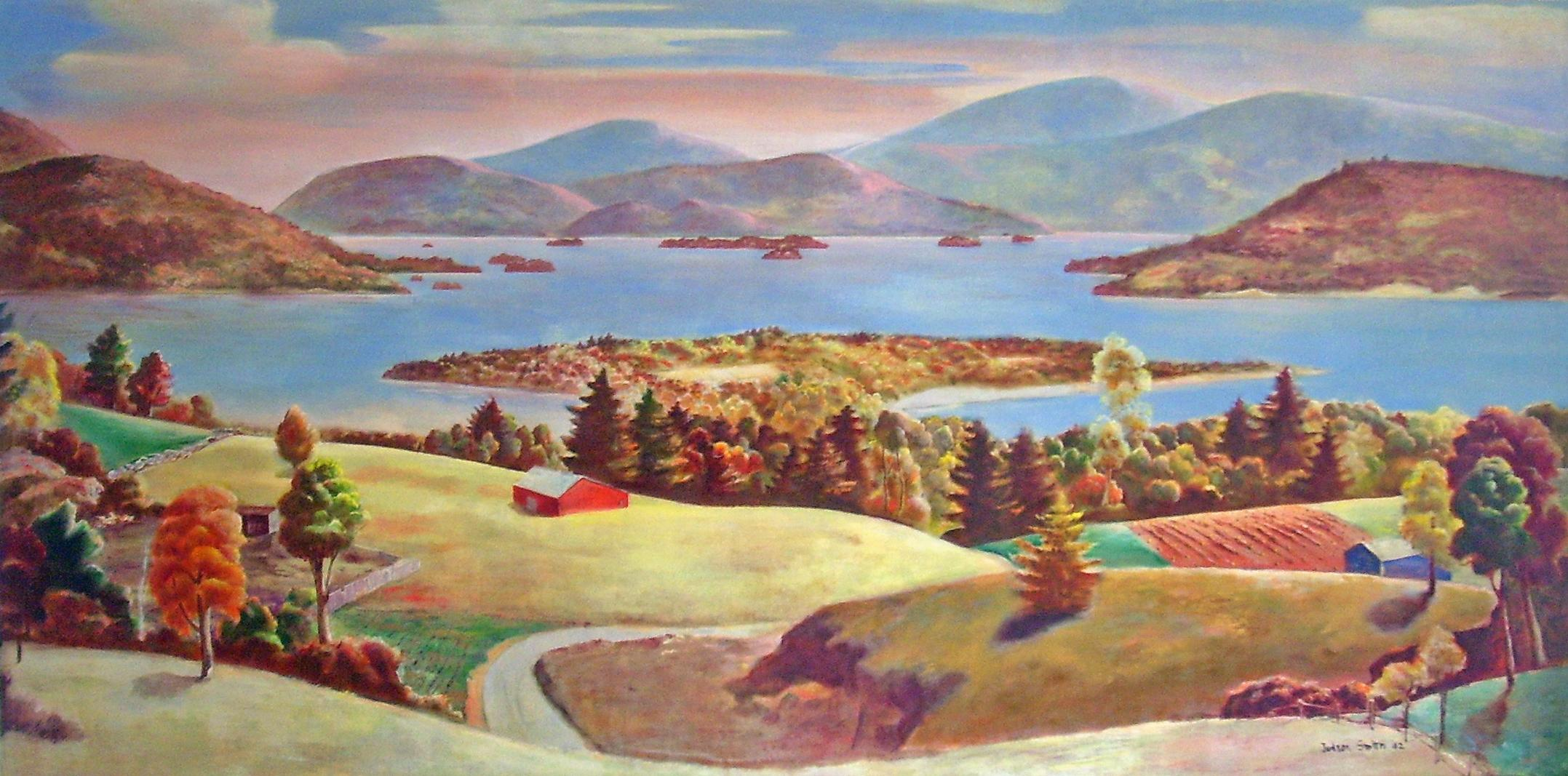
Smiths Gemälde zeigt den Lake George

Er verwendete auch Designelemente der zeitgenössischen Moderne und des Art déco, etwa die abgeschrägten Ecken, die asymmetrischen Fensterscheiben und die großen Backsteinflächen oberhalb der Fenster. Nur bei zwei weiteren Postämtern im Bundesstaat, in Frankfort und Middleport, die etwa zur selben Zeit entstanden, wurde das gleiche Design verwendet. Das Postamt Westhampton Beach auf Long Island, das auch 1940 gebaut wurde, ist ziemlich ähnlich. Alle drei verdeutlichen den Einfluss eines weiteren Postamts auf Long Island, dem 1937 erbauten Postamt Rockville Centre.
Judson Smiths Wandgemälde wurde 1942 angebracht. Mit Ausnahme der Installation von Leuchtstofflampen in der  Schalterhalle im Jahr 1973 wurde das Gebäude nicht wesentlich verändert.